# Club Social Cultural Deportivo Santiago Barranco
Santiago Barranco es un club de fútbol peruano, del distrito de Barranco, Provincia de Lima. Fue fundado en 1929 y juega en la Copa Perú. Fue uno de los fundadores de la Segunda División del Perú, categoría en la que militó desde 1943 hasta 1962.

## Historia

### Fundación y primeros años
Acta de Fundación del Club Sport Santiago Barranco.
En San José de Surco el día 20 de setiembre del año 1929 a las cuatro de la tarde reunidos socios activos, protectores y jugadores se acordó por mayoría de votos se cambie el nombre por Club Sport Santiago Barranco ya que la mayoría de socios y jugadores residían en este distrito, representando al barrio de la raya Bolivia, después de varias horas de diálogo se acordó elegir el siguiente directorio:
Presidente: Sr. Teodoro Paulino Ramírez
Vicepresidente: Sr. Jesus Cabrera
Secretario: Sr. Cesar Gonzales
Tesorero: Sr. Enrique Chevez
Fiscal: Sr. Lupicino Zevallos
Vocal: Sr. Manuel Gamio
Vocal: Sr. Cesar Sotelo
Delegado: Sr. Victor Rosario
Delegado: Sr. Leonardo Reyes
Capitán de Cancha: Sr. Victor Lavalle
Nota: El club Santiago de Surco tuvo ocho años de existencia antes que se cambiara de nombre a Club Sport Santiago Barranco.
Durante los años 1930 y 1931 participó en la Tercera División de la Liga de Lima (zona de Los Balnearios). En 1932 y 1933 militó en Segunda División de Liga de Lima. Entre los años 1934 y 1936 formó parte de la División Intermedia de la Liga de Lima, para luego jugar en la Primera División de la Liga de Lima desde 1937 hasta 1939.

### Paso por Primera y Segunda División
En el año 1940, Sport Santiago Barranco consiguió el campeonato de la Liga de Lima y participó junto con el Telmo Carbajo (campeón de la Liga del Callao), Sucre FBC y Ciclista Lima (últimos de la división de honor de la liga nacional) en la Liguilla de Promoción a la Primera División, en donde fue eliminado en el desempate por el segundo puesto por el Telmo Carbajo.
Al año siguiente, los "Piratas de la Raya Bolivia" logran el título de la Segunda División de la Liga Regional de Fútbol de Lima y Callao, participando junto al subcampeón el Centro Iqueño y los últimos de la primera división de la Liga Regional (Atlético Chalaco y Telmo Carbajo) en la promoción a la Primera División de 1942, ascendiendo por aumento de cupos en esta división por disposición de la FPF. De esta manera, en el año 1942, militó en la Primera División de la Asociación No Amateur, de donde descendió ese mismo año junto al Telmo Carbajo del Callao.
En 1943 empezó a jugar en la Segunda División del Perú. En 1945 logró el campeonato pero no había ascenso directo sino que debía jugar un repechaje ante el último de la Primera División, Sport Boys. Ante este cuadro perdió los dos partidos quedándose en Segunda. En 1947 y 1948 fue subcampeón del torneo quedando detrás del Jorge Chávez y Centro Iqueño, respectivamente. En 1962 perdió la categoría tras perder en la última fecha ante Unidad Vecinal por 2-0 descendiendo a la liga de Balnearios.

### En la Liga de los Balnearios del Sur
En el año 1963 consiguieron el campeonato en la desaparecida Liga de los Balnearios del Sur, pero en la promoción fueron eliminados por el ADO del Callao. En 1970 lograría nuevamente el título de la Liga de los Balnearios, participando en el cuadrangular Interligas a Segunda División con Sport Inca del Rímac, Defensor San Borja y Atlético Chalaco, equipo que campeonó y regresó a Segunda División.
Tres años más tarde obtiene el primer lugar en la Liga de los Balnearios y el derecho a disputar el octogonal final por un lugar en primera ante el Sport Vitarte, Deportivo Fabisa de Puente Piedra, Mariscal Sucre FBC de La Victoria, Ciclista Lima, Deportivo Citsa de Lima, Deportivo Helvético de San Isidro y Barrio Frigorífico del Callao, equipo que a la postre ganaría el octogonal y consiguiendo el ascenso a la primera promocional.

### Liga de Barranco
Años después, el Sport Santiago Barranco ha participado representando a la Liga Distrital de Fútbol de Barranco, intentando ascender a la Segunda División y llegando a participar incluso en la Región Promocional Lima y Callao, siendo eliminado en semifinales. Su último título obtenido en la Liga de Primera División de Barranco fue cuando obtuvieron el tri campeonato en el año 93, 94, 95 y para el año 96 descendieron a la Segunda de la Liga y en 1997 volvieron a ascender a Primera saliendo invictos en su serie "B", manteniéndose en primera hasta 2006, cuando descendieron, y después de tres años volvieron a ascender.
En 2009 salieron campeones en la Segunda División Distrital de Barranco, sin embargo, el 2010 quedaría último por lo que descendería a la Segunda División Distrital de Barranco.
Para el 2012, pese a quedar 4º en la Segunda División de Barranco, logró el retorno a la máxima división distrital. En la temporada 2015, fue la más difícil para el club, ya que sólo logró salvar la categoría.
En 2017, bajo la presidencia de Jaime Chihuán, el equipo dirigido por Álvaro Bonelli terminó en tercer lugar de su grupo en la Primera División distrital de Barranco quedando a un punto de clasificar al Interligas de Lima.

## Indumentaria
Uniforme: Camiseta listada en blanco y negro, short negro y medias megras

#### Titular
| Titular 1929-1939 | Titular 1940-1945 | Titular 1962 | Titular 1975 | Titular 1980 | Titular 2009 | Titular 2014-2016 | Titular 2017/2018 | Titular 2019 | Titular 2020 |  |

## Estadio
El club juega sus partidos de local en el estadio Unión de Barranco administrado por la Municipalidad de Barranco.

## Sede
Santiago Barranco cuenta con su local propio ubicado en la Avenida Surco Nº 325 en el distrito de Barranco.

## Apodo
El apodo de Santiago Barranco es Los piratas de la Raya Bolivia. La palabra pirata era porque en sus mejores épocas era un equipo de temer. Mientras que Raya Bolivia tiene una curiosa historia. La parroquia San Francisco de Asís estaba recién construida pero le faltaba algo esencial para estar completa: campanas. Fue entonces que don Pedro Elguera (alcalde de Barranco desde 1893 a 1895) ordenó a sus empleados traer una que no era utilizada en las tierras de Surco. Cuando los morenos de Elguera regresaban con la campana a cuestas, los pobladores Surcanos salieron de sus casas armados de piedras y palos para arremeter contra aquellos que se llevaban lo que les pertenecía. Los barranquinos dieron batalla pero, al ver que sus atacantes crecían en número, tuvieron que huir a toda carrera para evitar una paliza mayor. Cuando don Pedro Elguera se enteró de lo sucedido, se dirigió hacia lo que hoy es la avenida Surco (más conocida como Roosevelt) y, cual Francisco Pizarro y los trece del gallo, dibujó una raya en el suelo y dijo: "Barranquinos, desde hoy en adelante, éste será el límite entre nosotros los peruanos, o sea los barranquinos, y los bolivianos, que son esos cholos de Surco. Ésta es pues "la Raya de Bolivia". Cuidaos, eso sí, que estos cholos bolivianos no la pasen jamás". Así pues, esa zona se le conoció como La Raya de Bolivia (o la Raya Bolivia), que fue el primer límite conocido con el distrito de Surco.

## Datos del club
- Temporadas en Primera División: 1 (1942).
- Temporadas en Segunda División: 20 (1943 - 1963).

## Entrenadores
Nov.2022 - 2023 - Javier Ortega, es el primer entrenador extranjero de la historia del Club
Técnico Superior en futbol ( UEFA PRO) .
Master en Acciones a balón parado.
Master en metodología.
Master en juego combinativo.
Estudiante de Psicología en UNED ESPAÑA.
Bajo su dirección se logro llegar a la Fase de Interligas de la Copa Peru, tras 28 años sin lograrlo
2022 - Alvaro Bonelli, Estudió en Universidad Inca Garcilaso de la Vega, Fue alumno y docente de ESEFUL
2021 - 2020 - Fidel Thompson, Estudió en ESEFUL
2019 - Fidel Thompson, Estudió en ESEFUL
2018 - Carlos Zapata, Estudió en ESEFUL, FUTEC
2016 - Carlos Zapata, Estudió en ESEFUL, FUTEC
1997 - Rafael Escudero Espejo,  // Campeón
1973 - Alberto Mondejar,  // Campeón
1964 - E. Luis Castilla,  // campeón

## Palmarés

### Torneos nacionales
- Segunda División del Perú (1): 1945.
- Subcampeón de la Segunda División del Perú (2):  1947, 1948.

### Torneos regionales
- Liga Regional de Lima y Callao (1): 1941.
- Liga de Lima (1): 1940.
- Liga de Fútbol de los Balnearios del Sur (3): 1963, 1970, 1973.
- Primera División de Barranco: 1977, 1980, 1988, 1993, 1994, 1995.
- Segunda División de Barranco: 1997, 2009, 2012.
- Subcampeón de la Primera División de Barranco: 1986.